# 斯卡尔鲸属
斯卡尔鲸屬是一屬已灭绝的鲸目動物，該屬大部分種類在中新世的歐洲生活，但有少數化石於澳大利亞和紐西蘭發現。因为过去掠食性抹香鲸的化石记录相对匮乏，许多很可能并不相关的牙齿化石都被归入该属，使该属的成为了一个垃圾箱类群，也可能在一定程度上夸大了该属的地理分布。